# Soendaplat

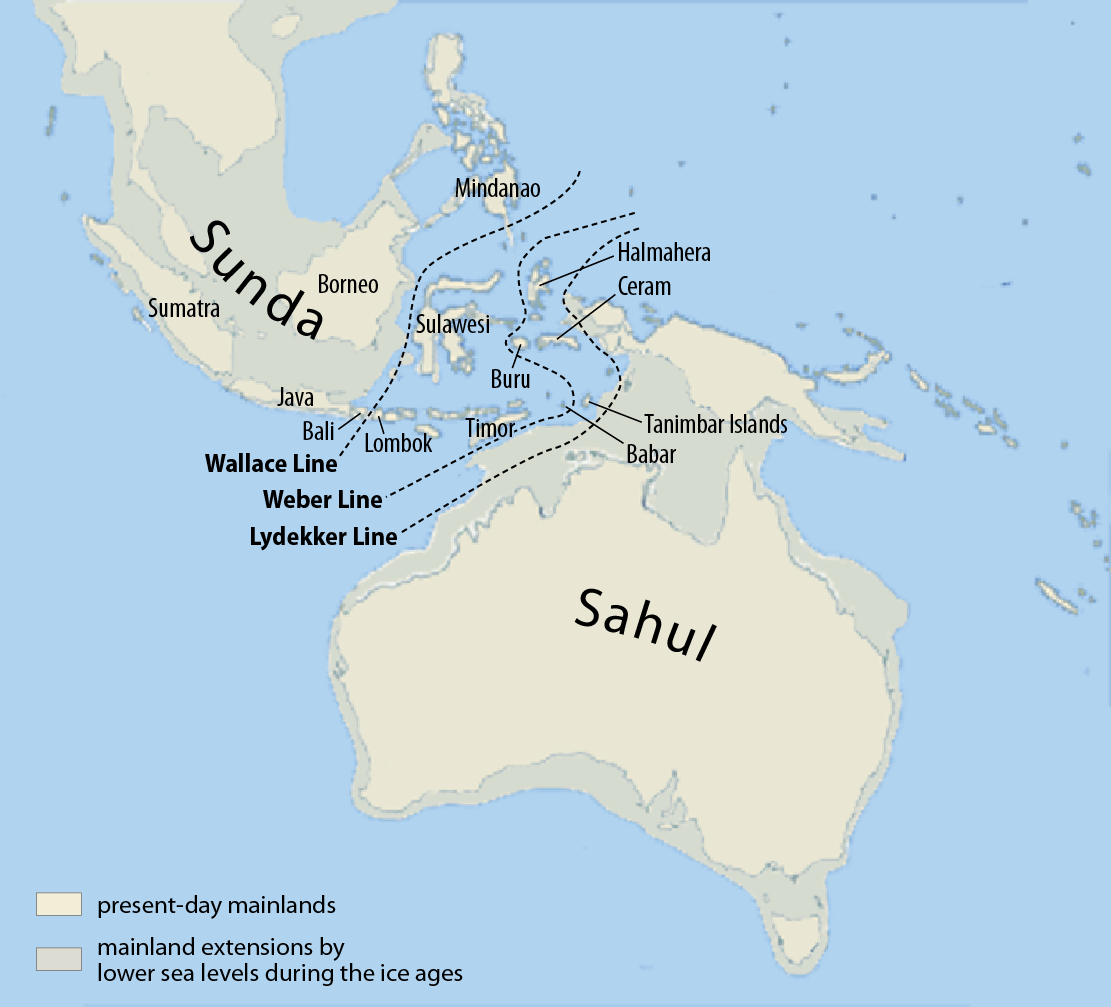
Soendaplat

Het Soendaplat is het zuidoostelijk gedeelte van het continentaal plat van Zuidoost-Azië. Dit is het onderwatergedeelte van de Soendaplaat. Grote landmassa's op de plaat betreffen onder andere het Maleisisch schiereiland, Sumatra, Borneo, Java, Madura, Bali en de omliggende kleinere eilanden. Het beslaat een gebied van ongeveer 1,85 miljoen km². Op het plat is de zee zelden dieper dan 50 meter en grote gebieden zijn minder dan 20 meter diep. Dit resulteert in een sterke bodemwrijving en sterke getijdenwrijving. Steile continentale hellingen scheiden het Soendaplat van de Filipijnen, Sulawesi en de Kleine Soenda-eilanden.